# نيلسينهو باتيستا
نيلسون بابتيستا جونيور (بالبرتغالية: Nelsinho Baptista‏) (مواليد 22 يوليو 1950) عادة ما يعرف باسم نيلسينهو بابتيستا ، لاعب كرة قدم سابق و مدرب برازيلي حالي.

## روابط خارجية
- نيلسينهو باتيستا على موقع قاعدة بيانات كرة القدم.إي يو (الإنجليزية)
- نيلسينهو باتيستا على موقع Soccerway.com (الإنجليزية)
- نيلسينهو باتيستا على موقع عالم كرة القدم.نت (الإنجليزية)